# In fuga foeda mors est, in victoria gloriosa
 In fuga foeda mors est, in victoria gloriosa лат. (изговор: ин фуга феда морс ест, ин викторија глориоза). У бјекству је смрт срамна, а у побједи славна. (Цицерон)

## Поријекло изреке
Изреку изрекао   римски  државник и   бесједник   Цицерон (први вијек п. н. е.).

## Тумачење
Погинути бјежећи је срамно, погинути за побједу  славно. Смрт је релативна категорија. И није утисак о истини релативан, већ сама истина.